# Rio Lèze
O Lèze é um rio francês, afluente da margem esquerda do rio Ariège. Conta com 70,3 km de comprimento. Está localizado no sul do país, passando pelos departamentos de Ariège e Alto Garona, na região da Occitânia.

## Departamentos e comunas ao longo de seu curso
- Departamento de Ariège: La Bastide-de-Sérou, Pailhès, Le Fossat, Saint-Ybars, Lézat-sur-Lèze
- Departamento do Alto Garona: Saint-Sulpice-sur-Lèze, Labarthe-sur-Lèze, Beaumont-sur-Lèze, Lagardelle-sur-Lèze